# Escamots Autònoms d'Alliberament
Els Escamots Autònoms d'Alliberament són una organització armada clandestina catalana que lluita per la reunificació, la independència i el socialisme dels Països Catalans.
Va aparèixer a principis del 1994, poc després de l'autodissolució de Terra Lliure III Assemblea i poc abans de l'autodissolució de Terra Lliure IV Assemblea. Els seus principis s'expressen en un llibre de circulació restringida on animen els ciutadans a dur a terme accions armades per l'alliberament nacional dels Països Catalans, el qual és també un manual per a la fabricació d'artefactes explosius.

## Relació d'accions armades
- Bomba incendiària contra l'INEM (Barcelona, 2 de febrer del 1994)
- Artefacte explosiu conta l'INEM (Sabadell, 5 de febrer del 1994)
- Bomba incendiària contra l'INEM (Barcelona, 22 de febrer del 1994)
- Artefacte explosiu contra els jutjats de Sabadell (26 de febrer del 1994)
- Còctel molotov contra un concessionari Renault (Barberà del Vallès, 8 de juny del 1994)
- Llibre-bomba contra l'advocat Esteban Gómez Rovira (30 de setembre del 1994)[2]